# بيت غراب (المحابشة)

تعديل مصدري - تعديل

بيت غراب هي إحدى قرى عزلة حجر بمديرية المحابشة التابعة لمحافظة حجة، بلغ تعداد سكانها 408 نسمة حسب تعداد اليمن لعام 2004.